# Mirarrosa
Mirarrosa es una entidad de población española del municipio de Els Poblets, perteneciente a la provincia de Alicante, en la Comunidad Valenciana.

## Toponimia
El lugar puede encontrarse referido con las grafías Mirarrosa y Mirarosa.

## Historia
Hacia mediados del siglo XIX, el lugar formaba ayuntamiento con Setla. Aparece descrito en el undécimo volumen del Diccionario geográfico-estadístico-histórico de España y sus posesiones de Ultramar de Pascual Madoz con las siguientes palabras:

MIRAROSA: l. que forma ayunt. con el de Setla, en la prov. de Alicante (12 leg.), part. jud. de Denia (1), aud. terr., c. g. y dióc. de Valencia (12). sit. en terreno llano á la izq. del r. Bolata ó Verjel; le baten los vientos del S. Su clima es templado, y las enfermedades mas comunes intermitentes. Tiene 26 casas y una igl. dedicada al Salvador, aneja de la parr. de Verjel. El term. es comun con el de Setla, en cuyo pueblo reseñamos su terreno, cam., prod., ind., pobl., riq. y contr. (V.).
(Madoz, 1848, p. 437)

El municipio se disolvió en 1971, cuando se fusionó con Miraflor para conformar el de Setla-Mirarrosa y Miraflor, ahora denominado Els Poblets. En 2024, la entidad singular de población de Mirarrosa tenía empadronados 2012 habitantes, de los que 117 lo estaban en el núcleo de ese mismo nombre y el resto en diseminado.